# Zbor instrumental
Zbor instrumental (engleză instrument flight rules – IFR) este un set de reguli după care un aviator pilotează un avion în condiții meteorologice de zbor instrumental (engleză instrument meteorological conditions – IMC), inferioare condițiilor de zbor la vedere. Pentru zborul instrumental este necesar ca avionul să fie echipat cu instrumente specifice, bazate pe semnale radio, iar pilotul să fie autorizat pentru un astfel de zbor.
În România regulile de zbor instrumental sunt stabilite de Autoritatea Aeronautică Civilă Română (AACR), în conformitate cu prevederile legislației naționale în vigoare precum și cu prevederile Convenției privind aviația civilă internațională semnată la Chicago la 7 decembrie 1944, cu standardele și practicile recomandate în anexele la aceasta, precum și cu prevederile convențiilor și acordurilor internaționale la care România este parte.
Dacă condițiile meteorologice sunt sub cele minime (VMC), pilotul este obligat să zboare după regulile zborului instrumental.

## Terminologie
Spațiul aerian este împărțit pe verticală, începând de la nivelul mării, în zone numite niveluri de zbor (engleză flight level – FL). Definirea exactă a nivelului se bazează pe presiunea atmosferei standard. În România, ca și în majoritatea țărilor lumii, distanța dintre două niveluri de zbor este de 100 de picioare (30 m).
Drumul este proiecția pe suprafața Pământului a traiectoriei unei aeronave, a cărei direcție într-un punct oarecare este de obicei exprimată în grade față de Nord (adevărat, magnetic sau grilă).

## Principalele reguli de zbor instrumental (IFR)
Un zbor IFR va fi efectuat la un nivel care nu este situat sub altitudinea minimă de zbor stabilită și publicată în documentele de informare aeronautică (de către statul al cărui teritoriu este survolat) sau, acolo unde astfel de altitudini de zbor minime nu au fost stabilite, după cum urmează:
1. Deasupra terenurilor înalte sau zonelor muntoase, la un nivel care este cu cel puțin 600 m (2000 ft) deasupra celui mai înalt obstacol situat într-o suprafață cu raza de 8 km de la poziția estimată a aeronavei.
2. În alte locuri decât este specificat în (1), la un nivel care este la cel puțin 300 m (1000 ft) deasupra celui mai înalt obstacol situat într-o suprafață cu raza de 8 km de la poziția estimată a aeronavei.

Pentru a evita intersectarea traiectoriilor, în România, ca și în majoritatea celorlalte țări, nivelurile de zbor IFR de croazieră sunt 10, 30, 50 etc. (din 20 în 20) pentru drumuri de la 0° la 179° (spre Est), respectiv 20, 40, 60 etc. pentru drumuri de la 180° la 359° (spre Vest), astfel că diferența de înălțime în momentul intersecției să fie de cel puțin 300 m.
O aeronavă care zboară după IFR și întâlnește condiții de zbor după VFR poate trece la acesta după notificarea autorității care furnizează serviciile de trafic aerian (engleză Air Traffic Services – ATS). Însă se recomandă ca această trecere să de facă doar dacă zborul poate continua mult timp după VFR.